# نبرد پلیس‌ها
نبرد پلیس‌ها (انگلیسی: The Police War) فیلمی فرانسوی در سبک جنایی و درام به کارگردانی رابین دیویس است که در سال ۱۹۷۹ منتشر شد.

## بازیگران
- کلود براسر
- مارلن ژوبر
- کلود ریش
- فئودور آتکین
- فرانسوا پریه
- ژان-فرانسوا استونن
- ریچارد الن
- روفوس